# Charlecote Park
Charlecote Park är en park i Storbritannien.   Den ligger i grevskapet Warwickshire och riksdelen England, i den södra delen av landet, 130 km nordväst om huvudstaden London. Charlecote Park ligger 46 meter över havet.
Terrängen runt Charlecote Park är huvudsakligen platt. Charlecote Park ligger nere i en dal. Runt Charlecote Park är det ganska tätbefolkat, med 116 invånare per kvadratkilometer. Närmaste större samhälle är Royal Leamington Spa, 11,9 km nordost om Charlecote Park. Trakten runt Charlecote Park består till största delen av jordbruksmark.